# Histria festival
Histria festival je međunarodni glazbeno-scenski festival koji se svake godine održava u Puli.
Ovaj festival prepoznatljiv u cijeloj Europi, zasigurno je najuspješniji festival u Hrvatskoj i šire o čemu svjedoče programi koji su do sada okupljali brojne svjetski poznate izvođače, a o kvaliteti festivala govore imena koja ga podupiru i u njemu sudjeluju.
Iako je glavno mjesto održavanja festivala Pula (Amfiteatar, a ponekad i druga mjesta poput Katedrale i Kaštela), neke manifestacije u okviru Histria festivala održavale su se na Brijunima, u Medulinu, Eufrazijevoj bazilici u Poreču i crkvi sv. Eufemije u Rovinju.
Prvi Histria festival započeo je 1999. godine i od tada se održava jednom godišnje i to u ljetnim mjesecima. Program Histria festivala obuhvaća brojne balete, opere, mjuzikle, solo nastupe te pop-rock koncerte nekih od najvećih zvijezda svjetske popularnoglazbene scene.
Za osnivanje i organizaciju festivala zadužen je Bashkim Shehu, skladatelj, glazbeni pedagog i sveučilišni profesor.
Histria festival ostvaruje svake godine visoku posjećenost koja je posljedica nastupa brojnih domaćih i svjetskih zvijezda koje su dosad nastupale na festivalu: Anastacia, Andrea Bocelli, Buena Vista Social Club, Eros Ramazzotti, Izraelska filharmonija i Zubin Mehta, Jamiroquai, José Carreras, Ansambl LADO, Luciano Pavarotti, Maksim Mrvica, New Imperial Russian Ballet, Nina Badrić, Norah Jones, Paco de Lucia, Placido Domingo, SNG Maribor, Tony Cetinski, Veryovka, Zdravko Čolić, Zucchero i brojni drugi.

## Vanjske poveznice
- Službene stranice Histria festivala  Arhivirana inačica izvorne stranice od 24. siječnja 2021. (Wayback Machine)